# Antona mutata
Antona mutata är en fjärilsart som beskrevs av Walker 1854. Antona mutata ingår i släktet Antona och familjen björnspinnare. Inga underarter finns listade i Catalogue of Life.